# Canalis musculotubarius
Der Canalis musculotubarius ist ein knöcherner Kanal im Felsenbein. Der Kanal ist durch eine zarte Trennwand (Septum canalis musculi tubarii) in zwei Etagen unterteilt. Durch die vordere Etage (Semicanalis musculi tensoris tympani) zieht der Trommelfellspanner (Musculus tensor tympani). Die hintere Etage (Semicanalis tubae auditivae) dient dem Durchtritt der Eustachi-Röhre.